# Peter Rietbergen
Petrus Johannes Antonius Nicolaas "Peter" Rietbergen (Bemmel, 10 mei 1950) is een Nederlands historicus, schrijver en emeritus hoogleraar aan de Radboud Universiteit in Nijmegen.

## Biografie
Rietbergen studeerde van 1968 tot 1973 geschiedenis aan de Katholieke Universiteit Nijmegen waar hij na zijn afstuderen in 1974 als wetenschappelijk medewerker werd aangesteld. Tijdens zijn studie en na zijn aanstelling werkte hij ook in Parijs en Rome. In 1983 promoveerde hij aan diezelfde universiteit op Pausen, prelaten, bureaucraten. Geschiedenis van het pausschap en de Pauselijke Staat in de zeventiende eeuw. In 1987 publiceerde hij de eerste biografie van de eerste gouverneur-generaal, Pieter Both (1568–1615). In 1989 schreef hij een deel van de Catalogus van de tentoonstelling J.A. Alberdingk Thijm, 1820–1889: katholicisme & cultuur in de negentiende eeuw in Amsterdam. Bekend werd zijn werk De geschiedenis van Nederland in vogelvlucht. Van prehistorie tot heden waarin een beknopte geschiedenis van Nederland wordt gegeven, geschreven samen met G.H.J. Seegers, waarvan verschillende herdrukken en vertalingen verschenen. Evenzeer bekend werd zijn Engelstalige Europe. A cultural history, voor het eerst verschenen in 1998.
In 1993 werd Rietbergen benoemd tot bijzonder hoogleraar aan de Nijmeegse universiteit met als leeropdracht: geschiedenis van de Europese expansie. In 2000 volgde zijn benoeming tot gewoon hoogleraar Cultuurgeschiedenis na de Middeleeuwen.
Zijn al vroeg bestaande belangstelling voor Rome mondde uit in enkele studies over die stad, waaronder De retoriek van de Eeuwige Stad. Rome gelezen uit 2003; hierin beschrijft hij Rome aan de hand van de roman Langs lijnen van geleidelijkheid uit 1900 van de Nederlandse schrijver Louis Couperus.
In 2000 publiceerde hij onder het pseudoniem Nicolaas Berg de historische roman Dood op Deshima, of De Weg en de Orde.
Op 29 april 2009 werd hij samen met andere collega's koninklijk onderscheiden; hij werd benoemd tot officier in de Orde van Oranje-Nassau.
Op 18 december 2015 nam prof. dr. P.J.A.N. Rietbergen afscheid als hoogleraar van de Radboud Universiteit.

### Als Nicolaas Berg
- Dood op Deshima, of De Weg en de Orde. Amsterdam, 2000.